# Xã Sugartree, Quận Carroll, Missouri
Xã Sugartree (tiếng Anh: Sugartree Township) là một xã thuộc quận Carroll, tiểu bang Missouri, Hoa Kỳ. Năm 2010, dân số của xã này là 12 người.